# Tomislav Pačovski
Tomislav ("Tome") Pačovski (Macedonisch: Томе Пачовски) (Bitola, 28 juni 1982) is een Macedonisch voetbalcoach en voormalig voetballer. Pačovski kwam als speler uit voor FK Pelister Bitola, Ionikos, Rabotnički Skopje, Vardar Skopje, K. Beerschot AC, KV Mechelen en opnieuw Vardar Skopje.

## Clubcarrière
Op 24 augustus 2010 brak hij tijdens de uitwedstrijd tegen RSC Anderlecht zijn kuit- en scheenbeen. De Macedonische doelman mist wellicht de rest van het seizoen. Ook in het seizoen 2011/12 kreeg hij weinig speelkansen na de komst van Stijn Stijnen. In 2012 maakte hij de overstap naar KV Mechelen. Bij KV Mechelen dwong hij meteen een basisplaats af, ondanks de concurrentie van Wouter Biebauw en ex-Rode Duivel Olivier Renard. Pačovski sloot zijn spelerscarrière af bij FK Vardar Skopje, waarmee hij tussen 2015 en 2017 drie landstitels op rij veroverde.
In 2020 ging hij bij Beerschot VA, de geestelijke opvolger van zijn ex-club Beerschot AC, aan de slag als keeperstrainer bij de U18 en beloften. In juni 2021 verving hij Patrick Nys als keeperstrainer van het eerste elftal.

## Interlandcarrière
Pačovski kwam 46 keer uit voor het nationaal elftal van Macedonië. Onder leiding van bondscoach Srečko Katanec maakte hij op 4 juni 2006 zijn debuut voor de nationale ploeg in de vriendschappelijke wedstrijd tegen Turkije in Krefeld, net als Jesus da Silva Gilson van AGA Kastoria.

## Statistieken
| Seizoen         | Club                      | Competitie         | Competitie | Competitie | Play-offs | Play-offs | Beker | Beker | Europees | Europees | Totaal | Totaal |
| Seizoen         | Club                      | Competitie         | Wed.       | Dlp.       | Wed.      | Dlp.      | Wed.  | Dlp.  | Wed.     | Dlp.     | Wed.   | Dlp.   |
| --------------- | ------------------------- | ------------------ | ---------- | ---------- | --------- | --------- | ----- | ----- | -------- | -------- | ------ | ------ |
| 1999/00         | FK Pelister Bitola        | Prva Liga          | 3          | 0          | nvt       | nvt       | 0     | 0     | —        | —        | 3      | 0      |
| 2000/01         | FK Pelister Bitola        | Prva Liga          | 4          | 0          | nvt       | nvt       | 0     | 0     | ?        | ?        | 4      | 0      |
| 2001/02         | FK Pelister Bitola        | Prva Liga          | 27         | 0          | nvt       | nvt       | ?     | ?     | ?        | ?        | 27     | 0      |
| 2002/03         | FK Pelister Bitola        | Prva Liga          | 28         | 0          | nvt       | nvt       | ?     | ?     | —        | —        | 28     | 0      |
| 2003/04         | → Ionikos                 | Beta Ethniki       | 1          | 0          | nvt       | nvt       | 0     | 0     | —        | —        | 1      | 0      |
| 2004/05         | FK Pelister Bitola        | Prva Liga          | 0          | 0          | nvt       | nvt       | 0     | 0     | —        | —        | 0      | 0      |
| 2005/06         | Rabotnički Kometal Skopje | Prva Liga          | 18         | 0          | nvt       | nvt       | ?     | ?     | ?        | ?        | 18     | 0      |
| 2006/07         | Rabotnički Kometal Skopje | Prva Liga          | 18         | 0          | nvt       | nvt       | ?     | ?     | ?        | ?        | 18     | 0      |
| 2007/08         | Rabotnički Kometal Skopje | Prva Liga          | 22         | 0          | nvt       | nvt       | ?     | ?     | ?        | ?        | 22     | 0      |
| 2008/09         | FK Vardar Skopje          | Prva Liga          | 27         | 1          | nvt       | nvt       | ?     | ?     | —        | —        | 27     | 1      |
| 2009/10         | K. Beerschot AC           | Jupiler Pro League | 29         | 0          | 0         | 0         | ?     | ?     | —        | —        | 29     | 0      |
| 2010/11         | K. Beerschot AC           | Jupiler Pro League | 3          | 0          | 2         | 0         | 0     | 0     | —        | —        | 5      | 0      |
| 2011/12         | K. Beerschot AC           | Jupiler Pro League | 14         | 0          | 4         | 0         | 3     | 0     | —        | —        | 21     | 0      |
| 2012/13         | KV Mechelen               | Jupiler Pro League | 22         | 0          | 0         | 0         | 0     | 0     | —        | —        | 22     | 0      |
| 2013/14         | KV Mechelen               | Jupiler Pro League | 14         | 0          | 1         | 0         | 2     | 0     | —        | —        | 17     | 0      |
| 2014/15         | KV Mechelen               | Jupiler Pro League | 3          | 0          | 0         | 0         | 0     | 0     | —        | —        | 3      | 0      |
| 2014/15         | FK Vardar Skopje          | Prva Liga          | 12         | 0          | nvt       | nvt       | ?     | ?     | 0        | 0        | 12     | 0      |
| 2015/16         | FK Vardar Skopje          | Prva Liga          | 26         | 0          | nvt       | nvt       | 2     | 0     | 2        | 0        | 30     | 0      |
| 2016/17         | FK Vardar Skopje          | Prva Liga          | 0          | 0          | nvt       | nvt       | 2     | 0     | 1        | 0        | 3      | 0      |
| Carrière totaal | Carrière totaal           | Carrière totaal    | 271        | 1          | 7         | 0         | 9     | 0     | 3        | 0        | 290    | 1      |